# Simon Stevin
Simon Stevin (n. 1548/49 - d. 1620) a fost un matematician și inginer flamand.
A fost activ în mai multe domenii ale științei și tehnicii.

## Contribuții

### Fizică

Demonstraţia dată de Stevin legii echilibrului utilizând planul înclinat

Stevin a demonstrat valabilitatea legilor echilibrului pe un plan înclinat utilizând o diagramă ingenioasă formată din niște bile echidistanțate prin intermediul unui fir.
Fizicianul american Richard Feynman a subliniat că, prin aceasta, Stevin dă o demonstrație originală și elegantă legii conservării energiei.
O altă descoperire a lui Stevin este paradoxul hidrostatic: presiunea într-un lichid nu depinde de forma vasului care îl conține, ci numai de adâncime.
Fizicianul flamand a fost primul care a demonstrat că fenomenul mareelor este datorat atracției gravitaționale exercitate de Lună.
În 1586 a dovedit că obiecte de greutăți diferite cad cu aceeași accelerație.

### Matematică

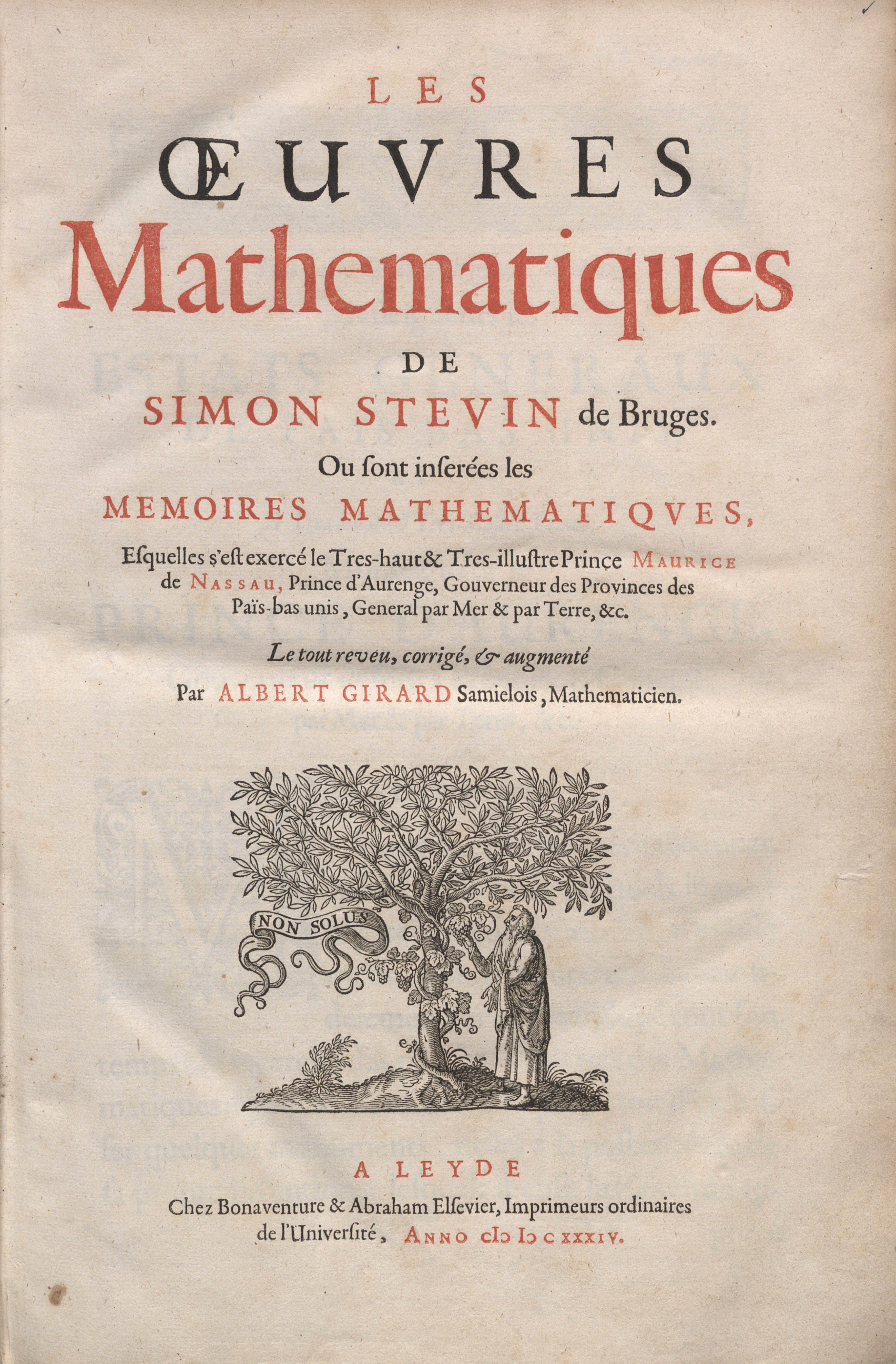
Oeuvres mathematiques, 1634

O altă contribuție importantă a lui Stevin se referă la introducerea fracțiilor zecimale.
În 1585, acesta publică o lucrare de mici dimensiuni intitulată Arta zecimalelor ("De Thiende").
Aici sunt introduse fracțiile unitare și fracțiile egiptene.

În locul virgulei, care separă întregii de zecimale, Stevin utilizează un zero încercuit, iar pentru zecimale foloseşte o notaţie greoaie

Fracțiile zecimale fuseseră utilizate încă de pe vremea matematicienilor islamici, ca Al-Kashi, dar Stevin a fost cel care a consacrat utilizarea acestora.
Notația utilizată de Stevin este greoaie, în locul virgulei care separă întregii de zecimale acesta folosește un zero încercuit, fiecare zecimală fiind numerotată.
Virgula este introdusă abia la începutul secolului al XVII-lea de către matematicianul german Bartholomaeus Pitiscus în tabelele sale trigonometrice publicate în 1612 și acceptate de John Napier în tabelele sale cu logaritmi întocmite în 1614 și 1619.

### Neologisme
Stevin a tradus numeroși termeni matematici în olandeză, aceasta fiind astfel una din puținele limbi europene în care cuvântul matematică ("wiskunde" - arta aceea ce este sigur) nu este preluat din greacă.

## Scrieri
- 1582: Tafelen van Interest
- 1583: Problemata geometrica
- 1585: De Thiende, celebra lucrare prin care fracțiile zecimale sunt introduse în matematica europeană
- 1585: La pratique d'arithmétique
- 1585: L'arithmétique, unde sunt prezentate metode de rezolvare a ecuațiilor algebrice
- 1586: De Beghinselen der Weeghconst
- 1586: De Beghinselen des Waterwichts, unde este tratat domeniul hidrostaticii
- 1590: Vita Politica
- 1594: De Stercktenbouwing, unde este prezentat modul de construcție al fortificațiilor
- 1599: De Havenvinding
- 1608: De Hemelloop: susținerea teoria heliocentrică a lui Copernic
- Wiskonstighe Ghedachtenissen
- 1617: Castrametatio, dat is legermeting and Nieuwe Maniere van Stercktebou door Spilsluysen: studii asupra tehnologiei construcțiilor
- De Spiegheling der Singconst, lucrare din domeniul teoriei muzicii.

## Legături extrene
- en  Biografie la MacTutor History of Mathematical Archive
- en  Catholic Encyclopdia
- SimonStevin.be